# Сапунов, Евгений Николаевич
Евгений Николаевич Сапунов (6 февраля 1887, деревня Буланцево Калужской губернии — 28 октября 1917, Москва, Красная площадь) — солдат, командир роты двинцев, революционер.

## Биография
Из крестьянской семьи. Отец — крестьянин-садовод.
С отличием окончил Бышковичскую сельскую школу, затем учился в училище при монастыре Тихонова Пустынь.
Трудовой путь начал отходником в г. Одессе в 1904 году, где примкнул к революционному движению, но попал под наблюдение полиции и был вынужден вернуться на родину. Активно участвовал в революционном движении 1905—1907 годов, распространял революционную литературу и выступал агитатором. Вместе с отцом Н. В. Сапуновым создал кружок, где под видом самообразования пропагандировались революционные идеи, читалась революционная литература.
Революционную деятельность начал ещё в юности. Распространял листовки, участвовал в крестьянских сходках.
В 1905 году вступил в местный «Союз самообразования».
В 1908 году участвовал в крестьянских выступлениях против помещиков, за что подвергся тюремному заключению и с 1909 года находился под гласным надзором полиции. В 1912 году вновь был арестован.
В 1915 году призван в царскую армию. Служил в 303-м полку 76-й пехотной дивизии 27-го армейского корпуса 12-й армии. Был направлен в школу прапорщиков, но из-за политической неблагонадёжности отчислен и отправлен на фронт рядовым. Участвовал в Первой мировой войне.
После Февральской революции избран членом полкового комитета 303-го пехотного Сенненского полка.
Весной 1917 года вступил в РКП(б).
20 июля за антивоенную агитацию арестован вместе со 138 солдатами и помещён в Двинскую военную тюрьму. В тюрьме был избран в тюремный партийный комитет.
Вместе с двинцами был переведён в Бутырскую тюрьму в Москве.
После освобождения избран командиром роты двинцев.
Погиб в бою возглавляемой им роты с контрреволюционными войсками на Красной площади во время Великой Октябрьской Социалистической революции. Первый бой в Москве за Советскую власть.
Похоронен в братской могиле у стен Кремля вместе с другими погибшими двинцами и героями событий Октября в Москве.
Отец четверых детей.

## Память
- С 1957 года по 1992 его имя носил бывший Ветошный проезд (с 1992 года Ветошный переулок) в Китай-городе в Москве. На одном из домов ему установлена мемориальная доска.
- Его имя носит улица в селе Совхоз «Чкаловский» Калужской области